# دير مار قبريانوس ويوستينا
يُعتبر دير مار قبريانوس ويوستينا، أو دير كفيفان، محجاً وطنياً ودينياً يقصده المؤمنون من مسيحيين ومسلمين ليتباركوا من قديس كفيفان نعمة الله الحرديني وإسطفان نعمة.

## تاريخ التأسيس
يعود تاريخ تأسيس هذا الدير، بحسب المؤرخين، إلى ماقبل القرن السابع، وصار تابعاً ل « الرهبنة اللبنانية المارونية» في العام 1766 م.

## مكان الدير
يوجد هذا الدير في قضاء البترون (لبنان).